# Kučerov
Kučerov (deutsch Kutscherau) ist eine Gemeinde in Tschechien. Sie liegt sieben Kilometer südlich von Vyškov und gehört zum Okres Vyškov.

## Geographie
Kučerov befindet sich am Fuße der Litenčické vrchy in der Vyškovská brázda (Wischauer Tor). Das Dorf erstreckt sich rechtsseitig des Baches Rostěnický potok im kleinen Seitental des Kučerovský potok. Nordöstlich erhebt sich der Holý kopec (Kahle Berg, 374 m), im Süden der Malý Povětrník (316 m) und   südwestlich der Větrník (Windberg bzw. Wetterlingen, 394 m).
Nachbarorte sind Hlubočany, Dvorek und Terešov im Norden, Manerov im Nordosten, Bohdalice im Osten, Kozlany im Südosten, Bohaté Málkovice im Süden, Letonice und Dražovice im Südwesten, Lysovice im Westen sowie Rostěnice-Zvonovice im Nordwesten.

## Geschichte

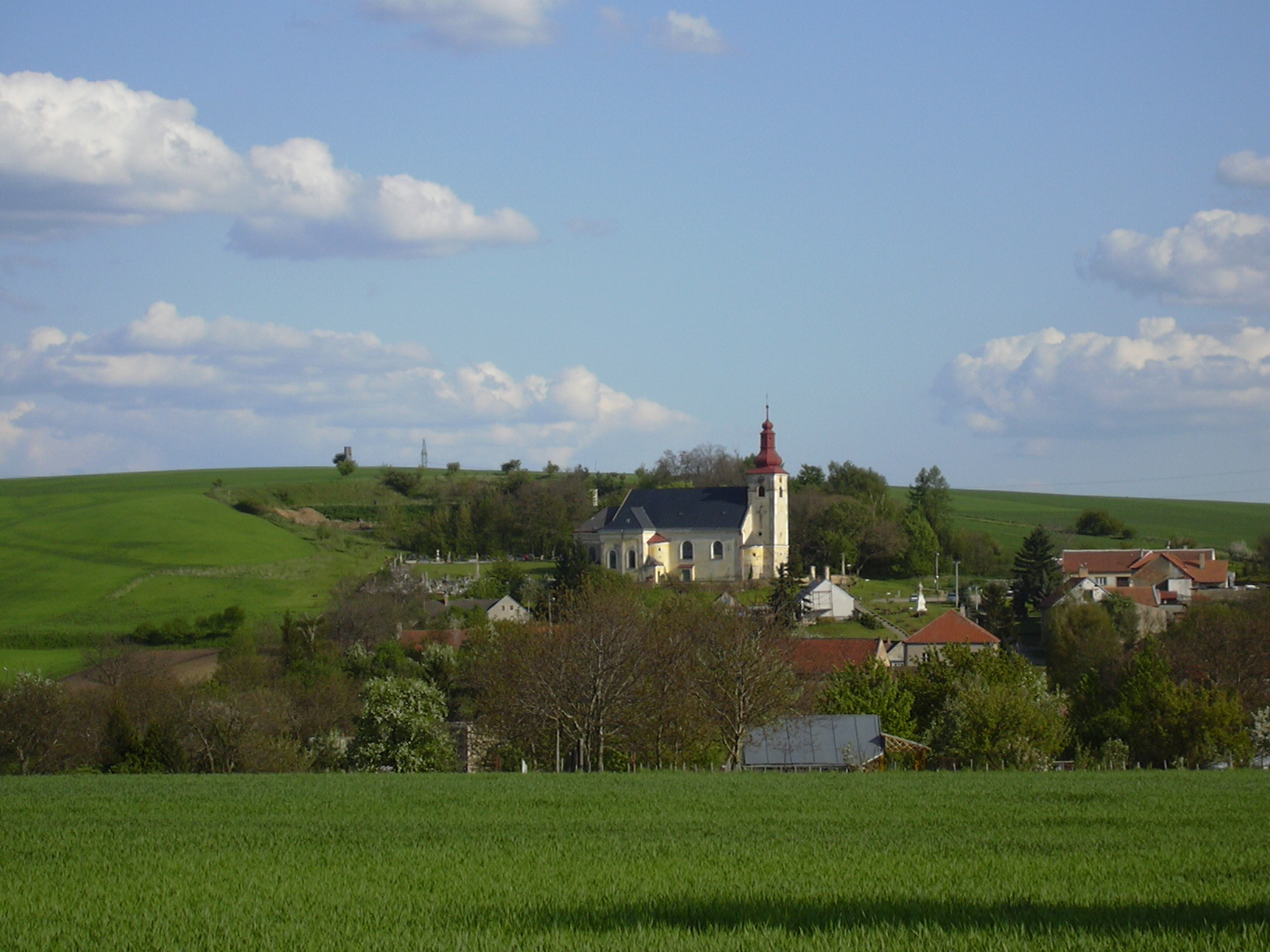
Blick von Westen auf Kučerov, im Hintergrund der Holý kopec

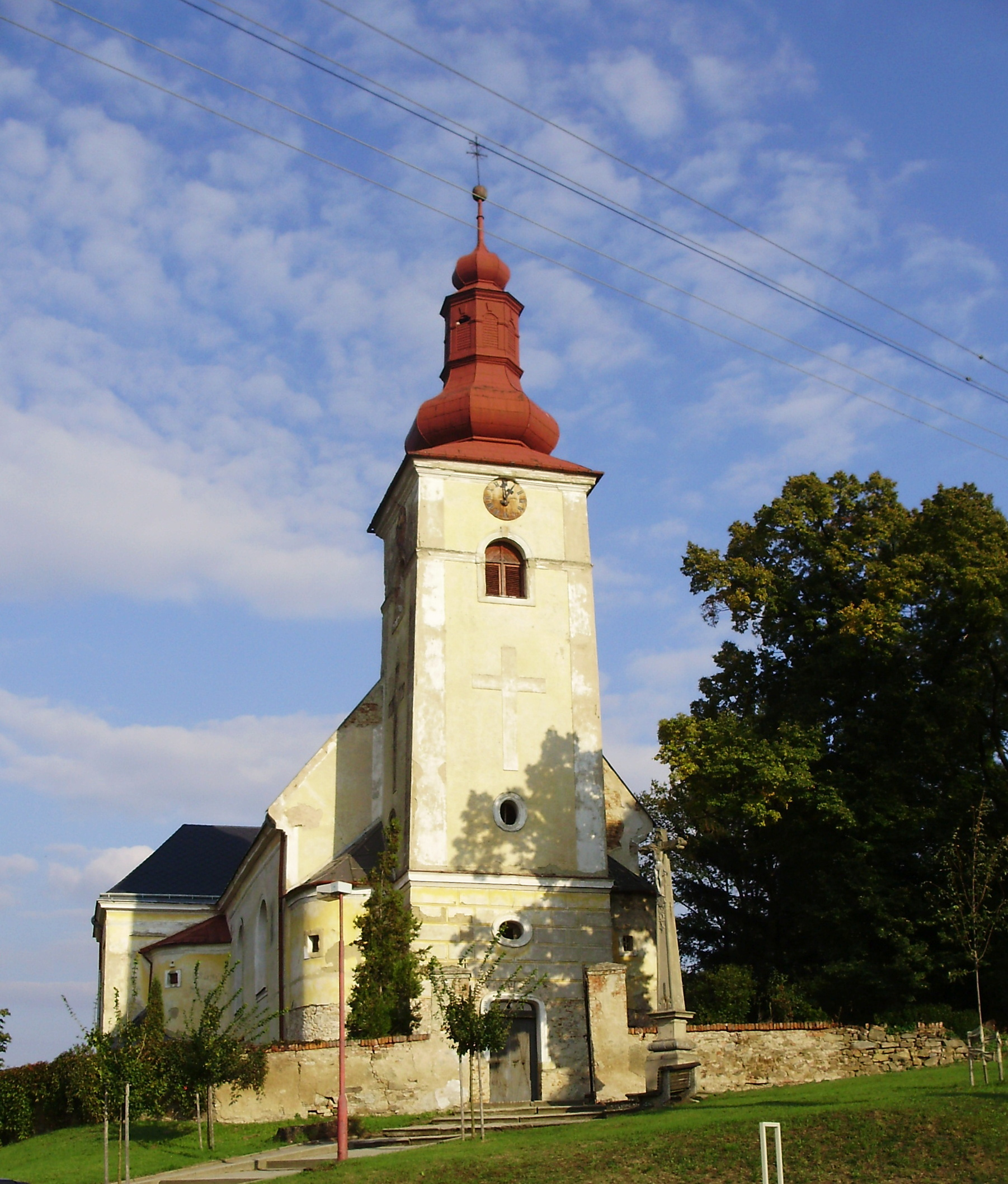
Kirche St. Peter und Paul

Das Dorf wurde wahrscheinlich zu Beginn des 13. Jahrhunderts durch deutsche Kolonisten gegründet. Kučerov wurde im Jahre 1235 erstmals urkundlich erwähnt, als die Edelleute Vojslav, Drslav und Čáslav das Patronat über die Kirche St. Peter und Paul an Stephan von Mödlau für das von ihm neu gestiftete Augustinerinnenkloster Doubravník übertrugen. Der Znaimer Burggraf Boček von Berneck vermachte das Dorf 1255 testamentarisch dem von ihm gestifteten Zisterzienserkloster Kloster Fons Beatae Mariae Virginis bei Saar. Südlich des Dorfes, am alten Weg nach Butschowitz, befand sich ein Hof, auf dem wahrscheinlich das im 14. und 15. Jahrhundert nachweisliche Geschlecht von Kutscherau ansässig war. Zum Ende des 15. Jahrhunderts verpfändete König Wladislaw Jagiello Kutscherau zusammen mit Grusbach als bedungene Beigabe zur Burg Spielberg an Johann von Lomnitz.
Eine Pfarrschule ist seit 1608 nachweisbar. Im Jahre 1616 erwarb Kardinal Franz Xaver von Dietrichstein die Güter des Klosters Saar.
1638 verkaufte sein Bruder und Erbe Maximilian von Dietrichstein zusammen mit der Herrschaft Neustadtl auch die Güter Kutscherau und Rohrbach an den Besitzer der Herrschaft Groß Niemtschitz, Simon Kratzer von Schönsberg. Kratzer verkaufte Kutscherau einschließlich des wüsten Dorfes Dörfel 1640 an den Rektor des Olmützer Jesuitenkollegiums, Georg Schönberger. Die Eintragung über den Verkauf erfolgte in der Landtafel erst im Jahre 1661. Der Orden schloss die Güter an seine Allodialherrschaft Bochdalitz an. Am 8. August 1654 und am 22. September 1655 legten zwei Großfeuer das gesamte Dorf in Schutt und Asche. 1660 ließen die Jesuiten unterhalb von Kutscherau den Rosternitzer Bach zu einem Fischteich anstauen. Im Jahre 1718 bestanden in Kutscherau eine Schenke, Mühle und Brennerei. Nach der Aufhebung des Jesuitenordens im Jahre 1773 fiel Bochdalitz samt Kutscherau dem k.k. Studienfond zu. Dieser verkaufte die Güter am 31. März 1783 für 111.000 Rheinische Gulden an Raimund Edler von Manner. 1825 wurde ein neues Schulhaus eingeweiht. Im Jahre 1834 lebten in den 111 Häusern des Dorfes 659 Menschen. Bis zur Mitte des 19. Jahrhunderts blieb Kutscherau immer nach Bochdalitz untertänig.
Nach der Aufhebung der Patrimonialherrschaften bildete Kutscherau/Kučerov ab 1850 eine Gemeinde in der Bezirkshauptmannschaft Wischau. Seit der zweiten Hälfte des 19. Jahrhunderts setzte ein verstärkter Zuzug von Tschechen in die verbliebenen acht Orte der Sprachinsel ein. 1888 wurde in Kutscherau ein Postamt eingerichtet. Im Jahre 1910 hatte Kutscherau 706 Einwohner. Im selben Jahre wurde eine Ziegelei gegründet. Kutscherau bestand im Jahre 1930 aus 188 Häusern und hatte 833 Einwohner, davon waren 728 Deutsche und 105 Tschechen. Bis zum Ende des Zweiten Weltkrieges bildete Kutscherau zusammen mit Hobitschau, Tereschau, Rosternitz, Swonowitz, Lissowitz, Gundrum und Tschechen eine deutsche Sprachinsel mit insgesamt 3500 Bewohnern innerhalb des tschechischen Sprachgebietes. Während der deutschen Besetzung erfolgte die Aussiedlung der tschechischen Minderheit aus den Sprachinseldörfern. Die Nähe zur Sprachinsel war auch einer der maßgeblichen Gründe für den 1940 erfolgten Beschluss zur Errichtung des deutschen Truppenübungsplatzes Wischau im Drahaner Bergland. Zwischen 1945 und  1946 wurden die deutschsprachigen Bewohner von Kučerov vornehmlich nach Bayern und Baden-Württemberg vertrieben und der Ort mit Tschechen aus den zwischen 1941 und 1945 für den Truppenübungsplatz geräumten 33 Dörfern des Drahaner Berglandes, deren Häuser bei den Übungen zerstört worden waren, neu besiedelt. Im Jahre 1960 hatte das Dorf 635 Einwohner. Im Jahre 1976 wurden Hlubočany und Terešov eingemeindet. 1990 lösten sich beide Orte los und bildeten eine eigene Gemeinde.

## Bevölkerungsentwicklung
| Volkszählung | Einwohner | davon Deutsche | davon Deutsche | davon Deutsche |
| 1880         | 601       | 495            |                |                |
| 1890         | 644       | 573            |                |                |
| 1900         | 698       | 642            |                |                |
| 1910         | 706       | 703            |                |                |
| 1921         | 736       | 673            |                |                |
| 1930         | 834       | 728            |                |                |
| 1991         | 457       | -              |                |                |
| 2001         | 487       | -              |                |                |

## Gemeindegliederung
Für die Gemeinde Kučerov sind keine Ortsteile ausgewiesen.

## Sehenswürdigkeiten
- Pfarrkirche St. Peter und Paul, der östlich über dem Dorf errichtete Bau wurde 1725 wesentlich umgestaltet. Im Jahre 1892 wurde die Kirche erweitert. Bei Umbauten in den 1839 und 1911 wurde sukzessive die ursprüngliche Schindelbedeckung ersetzt.
- Statue des hl. Johannes von Nepomuk, geschaffen im 18. Jahrhundert
- Haus Nr. 12 mit verziertem Mauergewölbevorsprung um die Eingangstür (Žudro bzw. Žebračka)
- Aussichtsturm auf dem Holý kopec
- Nationales Naturreservat Větrníky, südwestlich des Dorfes am Větrník